# Futbol'nyj Klub Desna Černihiv 2016-2017
Questa voce raccoglie le informazioni riguardanti il Futbol'nyj Klub Desna Černihiv nelle competizioni ufficiali della stagione 2016-2017.

## Stagione
Nella stagione 2016-2017 il Desna Černihiv ha disputato la Perša Liha, la seconda massima serie del campionato ucraino di calcio.

## Rosa

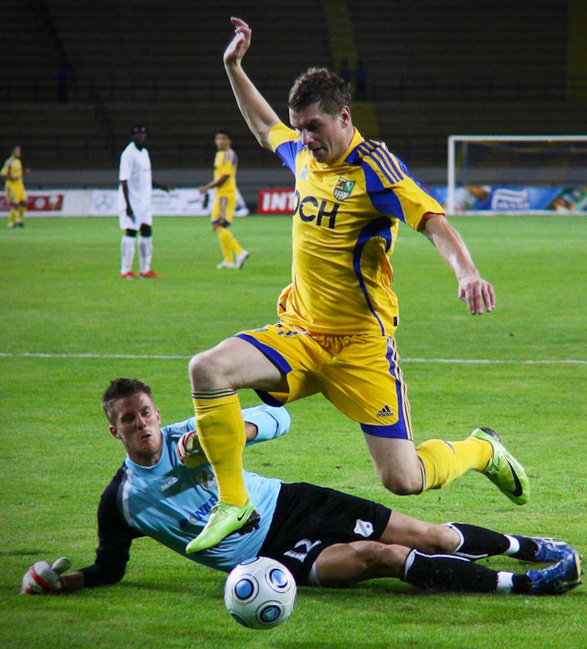
L'attaccante Volodymyr Lysenko

| N. |                    | Ruolo | Calciatore         |
| -- | ------------------ | ----- | ------------------ |
| 1  | Ucraina (bandiera) | P     | Oleh Ševčenko      |
| 2  | Ucraina (bandiera) | D     | Oleksandr Golovko  |
| 3  | Ucraina (bandiera) | D     | Pavlo Ščedrakov    |
| 4  | Ucraina (bandiera) | D     | Vadym Mel'nyk      |
| 5  | Ucraina (bandiera) | D     | Maksym Maksymenko  |
| 6  | Ucraina (bandiera) | A     | Bohdan Myšenko     |
| 7  | Ucraina (bandiera) | C     | Jevhen Cepurnenko  |
| 8  | Ucraina (bandiera) | C     | Maksym Banasevych  |
| 9  | Georgia (bandiera) | A     | Levan Arveladze    |
| 9  | Ucraina (bandiera) | A     | Oleksandr Volkov   |
| 10 | Ucraina (bandiera) | A     | Oleksandr Filippov |
| 11 | Ucraina (bandiera) | C     | Vadim Vovtruk      |
| 12 | Ucraina (bandiera) | C     | Jehor Kartušov     |
| 13 | Georgia (bandiera) | C     | Luka Koberidze     |

| N. |                    | Ruolo | Calciatore              |
| -- | ------------------ | ----- | ----------------------- |
| 14 | Ucraina (bandiera) | C     | Andrij Mostovyj         |
| 15 | Ucraina (bandiera) | A     | Artem Gryshchenko       |
| 17 | Ucraina (bandiera) | D     | Ihor Soldat             |
| 18 | Ucraina (bandiera) | D     | Rudolf Sukhomlynov      |
| 19 | Ucraina (bandiera) | C     | Vyacheslav Akimov       |
| 20 | Ucraina (bandiera) | C     | Volodymyr Lysenko       |
| 21 | Ucraina (bandiera) | C     | Denys Favorov           |
| 22 | Ucraina (bandiera) | C     | Anton Bratkov           |
| 25 | Ucraina (bandiera) | P     | Kostjantyn Machnovs'kyj |
| 27 | Ucraina (bandiera) | C     | Oleksandr Čornomorec'   |
| 69 | Ucraina (bandiera) | A     | Ihor Kiriyenko          |
| 77 | Ucraina (bandiera) | C     | Denys Galenkov          |
| 79 | Ucraina (bandiera) | P     | Serhiy Melashenko       |
| 90 | Ucraina (bandiera) | C     | Illja Kovalenko         |

## Calciomercato

### Sessione estiva (dall'1/9 al 5/10)
| Acquisti         | Acquisti           | Acquisti             | Acquisti   |
| R.               | Nome               | da                   | Modalità   |
| ---------------- | ------------------ | -------------------- | ---------- |
| A                | Oleksandr Volkov   | Olimpik Donec'k      | svincolato |
| A                | Denys Galenkov     | Olimpik Donec'k      | svincolato |
| D                | Andrij Mostovyj    | Zirka                | svincolato |
| A                | Oleksandr Filippov | Avanhard Kramators'k | svincolato |
| D                | Vyacheslav Akimov  | Mariupol'            | svincolato |
| Altre operazioni |                    |                      |            |
| R.               | Nome               | da                   | Modalità   |

| Cessioni         | Cessioni              | Cessioni       | Cessioni    |
| R.               | Nome                  | a              | Modalità    |
| ---------------- | --------------------- | -------------- | ----------- |
| P                | Bohdan Kohut          | Veres Rivne    | svincolato  |
| D                | Vadym Malyuk          | Yednist Plysky | svincolato  |
| P                | Oleksandr Iosha       | Nyva Vinnycja  | svincolato  |
| C                | Dmytro Zaderetskyi    | Volyn'         | fine presto |
| C                | Rudolf Sukhomlynov    | FC Odishi 1919 | prestito    |
| A                | Oleksandr Ivashchenko | Obolon'        | svincolato  |
| Altre operazioni |                       |                |             |
| R.               | Nome                  | a              | Modalità    |

### Sessione invernale (dal 4/1 all'1/2)
| Acquisti         | Acquisti          | Acquisti          | Acquisti   |
| R.               | Nome              | da                | Modalità   |
| ---------------- | ----------------- | ----------------- | ---------- |
| C                | Volodymyr Lysenko | Olimpik Donec'k   | svincolato |
| C                | Maksym Banasevych | Zorja             | svincolato |
| C                | Levan Arveladze   | Naftovyk-Ukrnafta | svincolato |
| A                | Ihor Kiriyenko    | Hirnyk-Sport      | svincolato |
| Altre operazioni |                   |                   |            |
| R.               | Nome              | da                | Modalità   |

| Cessioni         | Cessioni          | Cessioni            | Cessioni   |
| R.               | Nome              | a                   | Modalità   |
| ---------------- | ----------------- | ------------------- | ---------- |
| p                | Oleh Ševčenko     | Polіssja Žytomyr    | svincolato |
| D                | Maksym Leshchenko | Poltava             | svincolato |
| C                | Artem Gryshchenko | Avanhard Koryukivka | svincolato |
| Altre operazioni |                   |                     |            |
| R.               | Nome              | a                   | Modalità   |

## Risultati

### Kubok Ukraïny

#### Risultati
| Arbitro: | Vitaliy Malyar |

|  |           |               |
|  | Marcatori | Ščedrakov 82’ |

| Arbitro: | Yuriy Foshchiy |

|             |           |  |
| Favorov 83’ | Marcatori |  |

| Arbitro: | Yaroslav Kozyk |

|                                                                             |                      |                                                                  |
| Čepurnenko Maksymenko Filippov Kartušov Favorov Mostovyj Melnyk Čornomorec' | Tiri di rigore 6 – 7 | Pico Vakulko Rotan Blizničenko Vlad Kravčenko Kožuško Lopyr'onok |

## Statistiche

### Statistiche di squadra
| Competizione  | Punti | In casa | In casa | In casa | In casa | In casa | In casa | In trasferta | In trasferta | In trasferta | In trasferta | In trasferta | In trasferta | Totale | Totale | Totale | Totale | Totale | Totale | DR  |
| Competizione  | Punti | G       | V       | N       | P       | Gf      | Gs      | G            | V            | N            | P            | Gf           | Gs           | G      | V      | N      | P      | Gf     | Gs     | DR  |
| ------------- | ----- | ------- | ------- | ------- | ------- | ------- | ------- | ------------ | ------------ | ------------ | ------------ | ------------ | ------------ | ------ | ------ | ------ | ------ | ------ | ------ | --- |
| Perša Liha    | 74    | 17      | 9       | 6       | 2       | 24      | 12      | 17           | 13           | 2            | 2            | 29           | 11           | 34     | 22     | 8      | 4      | 55     | 23     | +32 |
| Kubok Ukraïny | -     | 2       | 1       | 1       | 0       | 0       | 0       | 1            | 1            | 0            | 0            | 0            | 0            | 3      | 2      | 1      | 0      | 2      | 0      | +2  |
| Totale        | 74    | 19      | 10      | 7       | 2       | 24      | 12      | 18           | 14           | 2            | 2            | 29           | 11           | 34     | 22     | 8      | 4      | 57     | 23     | +34 |

### Andamento in campionato
| Giornata  | 1 | 2 | 3 | 4 | 5 | 6 | 7 | 8 | 9 | 10 | 11 | 12 | 13 | 14 | 15 | 16 | 17 | 18 | 19 | 20 | 21 | 22 | 23 | 24 | 25 | 26 | 27 | 28 | 29 | 30 | 31 | 32 | 33 | 34 |
| --------- | - | - | - | - | - | - | - | - | - | -- | -- | -- | -- | -- | -- | -- | -- | -- | -- | -- | -- | -- | -- | -- | -- | -- | -- | -- | -- | -- | -- | -- | -- | -- |
| Luogo     | T | C | T | C | T | C | T | C | T | T  | C  | T  | C  | T  | C  | T  | C  | C  | T  | C  | T  | C  | T  | C  | T  | C  | C  | T  | C  | T  | C  | T  | C  | T  |
| Risultato | V | V | P | N | V | N | V | P | V | N  | V  | V  | V  | V  | P  | V  | V  | V  | P  | N  | V  | N  | V  | V  | V  | V  | N  | V  | V  | V  | V  | V  | N  | N  |
| Posizione | 2 | 3 | 5 | 5 | 5 | 5 | 4 | 5 | 5 | 5  | 3  | 3  | 3  | 3  | 3  | 2  | 2  | 2  | 3  | 3  | 3  | 3  | 2  | 2  | 2  | 2  | 3  | 3  | 3  | 3  | 3  | 3  | 3  | 3  |

Legenda:

Luogo: C = Casa; T = Trasferta. Risultato: V = Vittoria; N = Pareggio; P = Sconfitta.

### Statistiche dei giocatori
Sono in corsivo i calciatori che hanno lasciato la società a stagione in corso.
| Giocatore       | Perša Liha | Perša Liha | Perša Liha  | Perša Liha | Coppa Ucraina | Coppa Ucraina | Coppa Ucraina | Coppa Ucraina | Totale   | Totale | Totale      | Totale     |
| Giocatore       | Presenze   | Reti       | Ammonizioni | Espulsioni | Presenze      | Reti          | Ammonizioni   | Espulsioni    | Presenze | Reti   | Ammonizioni | Espulsioni |
| --------------- | ---------- | ---------- | ----------- | ---------- | ------------- | ------------- | ------------- | ------------- | -------- | ------ | ----------- | ---------- |
| V. Akimov       | 3          | 0          | 0           | 0          | 0             | 0             | 0             | 0             | 3        | 0      | 0           | 0          |
| L. Arveladze    | 11         | 4          | 0           | 0          | 0             | 0             | 0             | 0             | 11       | 4      | 0           | 0          |
| M. Banasevych   | 18         | 3          | 0           | 0          | 0             | 0             | 0             | 0             | 18       | 3      | 0           | 0          |
| V. Bovtruk      | 21         | 1          | 0           | 0          | 0             | 0             | 0             | 0             | 21       | 1      | 0           | 0          |
| A. Bratkov      | 16         | 0          | 0           | 0          | 2             | 0             | 0             | 0             | 18       | 0      | 0           | 0          |
| J. Cepurnenko   | 26         | 6          | 0           | 0          | 3             | 0             | 0             | 0             | 29       | 6      | 0           | 0          |
| O. Čornomorec   | 27         | 0          | 0           | 0          | 2             | 0             | 0             | 0             | 29       | 0      | 0           | 0          |
| J. Kartušov     | 34         | 4          | 0           | 0          | 3             | 0             | 0             | 0             | 37       | 4      | 0           | 0          |
| I. Kiriyenko    | 11         | 1          | 0           | 0          | 0             | 0             | 0             | 0             | 11       | 1      | 0           | 0          |
| L. Koberidze    | 26         | 1          | 0           | 0          | 1             | 0             | 0             | 0             | 27       | 1      | 0           | 0          |
| I. Kovalenko    | 7          | 2          | 0           | 0          | 0             | 0             | 0             | 0             | 7        | 2      | 0           | 0          |
| D. Favorov      | 30         | 5          | 0           | 0          | 3             | 1             | 0             | 0             | 33       | 6      | 0           | 0          |
| O. Filippov     | 23         | 11         | 0           | 0          | 3             | 0             | 0             | 0             | 26       | 11     | 0           | 0          |
| D. Galenkov     | 7          | 0          | 0           | 0          | 2             | 0             | 0             | 0             | 9        | 0      | 0           | 0          |
| O. Golovko      | 3          | 0          | 0           | 0          | 0             | 0             | 0             | 0             | 3        | 0      | 0           | 0          |
| A. Gryshchenko  | 2          | 0          | 0           | 0          | 0             | 0             | 0             | 0             | 2        | 0      | 0           | 0          |
| M. Leshchenko   | 0          | 0          | 0           | 0          | 0             | 0             | 0             | 0             | 0        | 0      | 0           | 0          |
| V. Lysenko      | 10         | 4          | 0           | 0          | 0             | 0             | 0             | 0             | 10       | 4      | 0           | 0          |
| K. Machnovs'kyj | 31         | 0          | 0           | 0          | 3             | 0             | 0             | 0             | 34       | 0      | 0           | 0          |
| M. Maksymenko   | 26         | 2          | 0           | 0          | 2             | 0             | 0             | 0             | 28       | 2      | 0           | 0          |
| S. Melashenko   | 0          | 0          | 0           | 0          | 0             | 0             | 0             | 0             | 0        | 0      | 0           | 0          |
| V. Mel'nyk      | 29         | 6          | 0           | 0          | 3             | 0             | 0             | 0             | 32       | 6      | 0           | 0          |
| B. Myšenko      | 11         | 0          | 0           | 0          | 1             | 0             | 0             | 0             | 12       | 0      | 0           | 0          |
| A. Mostovyj     | 32         | 0          | 0           | 0          | 3             | 0             | 0             | 0             | 35       | 0      | 0           | 0          |
| P. Ščedrakov    | 23         | 0          | 0           | 0          | 2             | 1             | 0             | 0             | 25       | 1      | 0           | 0          |
| O. Ševčenko     | 3          | 0          | 0           | 0          | 0             | 0             | 0             | 0             | 3        | 0      | 0           | 0          |
| I. Soldat       | 7          | 0          | 0           | 0          | 2             | 0             | 0             | 0             | 9        | 0      | 0           | 0          |
| R. Sukhomlynov  | 3          | 0          | 0           | 0          | 0             | 0             | 0             | 0             | 3        | 0      | 0           | 0          |
| O. Volkov       | 28         | 1          | 0           | 0          | 3             | 0             | 0             | 0             | 31       | 1      | 0           | 0          |